# Tristaniopsis
Tristaniopsis is een geslacht van bomen en struiken uit de mirtefamilie (Myrtaceae). Het geslacht is verwant aan Tristania en werd daar vroeger toe gerekend. Voorbeelden van soorten zijn Tristaniopsis collina, Tristaniopsis exiliflora en Tristaniopsis laurina in Australië en Tristaniopsis macphersonii, Tristaniopsis reticulata, Tristaniopsis lucida, Tristaniopsis minutiflora, Tristaniopsis yateensis, Tristaniopsis ninndoensis, Tristaniopsis jaffrei in Nieuw-Caledonië. Tristaniopsis kent ongeveer veertig soorten.

## Verspreiding
Het verspreidingsgebied van het geslacht stekt zich uit over Myanmar en de Filipijnen tot Australië en Nieuw-Caledonië.
... · 
Acmena · 
Actinodium · 
Agonis · 
Allosyncarpia · 
Aluta · 
Angophora · 
Astartea · 
Astus · 
Babingtonia · 
Baeckea · 
Callistemom · 
Calytrix · 
Chamelaucium · 
Corymbia · 
Corynanthera · 
Cyathostemon · 
Darwinia · 
Enekbatus · 
Ericomyrtus · 
Eucalyptus (Eucalyptus) · 
Eugenia · 
Euryomyrtus · 
Feijoa · 
Homalocalyx · 
Homoranthus · 
Hypocalymma · 
Lamarchea · 
Leptospermum · 
Lophomyrtus · 
Malleostemon · 
Metrosideros · 
Micromyrtus · 
Myrceugenia · 
Myrciaria · 
Myrtus (Mirte) · 
Ochrosperma · 
Osbornia · 
Pileanthus · 
Pimenta · 
Psidium · 
Rinzia · 
Sannantha · 
Scholtzia · 
Syzygium · 
Thryptomene · 
Triplarina · 
Tristaniopsis · 
Verticordia · 
Waterhousea · 
Xanthostemon · 
...